# Carlow
Carlow (em irlandês: Ceatharlach que significa Quatro Lagos) é uma cidade da República da Irlanda, é a capital e maior cidade do condado de Carlow. A cidade localiza-se no interior do país, na província de Leinster e a 84 km de Dublin e conta com 13.623 habitantes (censo de 2006). O rio Barrow passa pela cidade.

## Nome
A origem do nome em irlandês da cidade é ainda controversa. Apesar de a maioria crer que significa Quatro Lagos, alguns dizem que se trata da união das palavras ceatrha (gado bovino) e mulclach (lugar para porcos).

## História
A área de Carlow está colonizada à milhares de anos. Acredita-se que o monastério de St. Millins foi construído por volta do século XII. O castelo de Carlow foi construído por William Marshal para defender a guarda do rio.

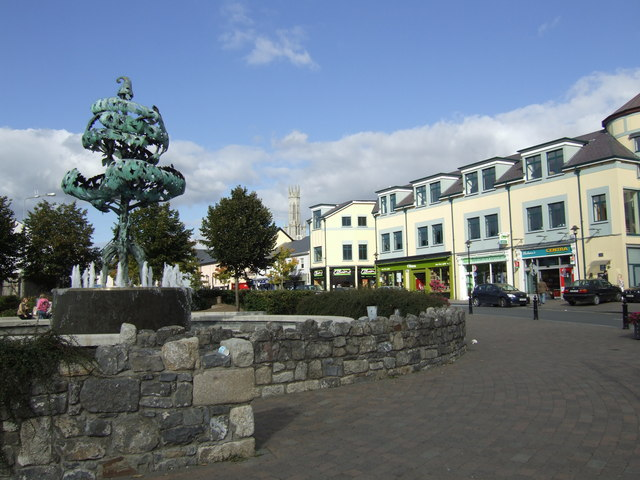
A The Liberty Tree fountain no centro de Carlow comemora a derrota da Defeat of the United Irishmen em 1798.

A cidade é recordada na famosa canção popular irlandesa, Follow me up to Carlow, escrito no século XIX sobre a Batalha de Glenmalure, parte do Desmond Rebellions no final do século XVI. Em 1650, durante a Conquista da Irlanda, tida em Carlow foi cercada por forças dos parlamentares ingleses, a fim de agilizar o Cerco de Waterford e que a capitulação da cidade. Durante a Rebelião Irlandesa de 1798 Carlow foi palco de um massacre de 600 rebeldes e civis na sequência de um ataque à cidade vencido pelos irlandeses Unidos, conhecido como Batalha de Carlow. A Liberty Tree escultura em Carlow, desenhada por John Behan, comemora os acontecimentos de 1798. Os rebeldes mortos da cidade de Carlow estão enterrados no Croppies Grave, em Graiguecullen, Condado de Carlow.

## Lugares de interesse
- Um dos marcos mais notáveis da Carlow é o Brownshill Dolmen, situada no Hacketstown Road ( R726).
- Carlow Courthouse situa-se no final de Dublin Street. Foi desenhado por William Morrison Vitruvius em 1830 e concluído em 1834. É construído de granito de Carlow e dá a impressão de ser um templo em conjunto um alto plinto. A caverna contém células e masmorras. Tem também um canhão da Guerra da Criméia[3].
- Castelo de Carlow provavelmente foi construído entre 1207 e 1213 por Guilherme Marechal, 1.º Conde de Pembroke. Restam apenas o muro ocidental e duas torres. Está localizado às margens do Rio Barrow próximo ao centro de Carlow[4]. O castelo é um exemplo de um programa de renovação urbana[5].
- Carlow Town Hall está situado no lado norte da Haymarket, e foi o centro comercial de Carlow. Uma série de outros mercados estavam localizados ao redor da cidade, incluindo o mercado de batata e o mercado de manteiga. A Câmara Municipal foi projetada pelo arquiteto William Hague em 1884[6].

## Cidades geminadas
- Estados Unidos, Tempe, Arizona[7].